# Angelo Scalenghe
Giuseppe Angelo Scalenghe (Torino, 1888 – Torino, 18 settembre 1916) è stato un direttore della fotografia e operatore cinematografico italiano all'epoca del muto.

## Biografia
Tra i più validi cineoperatori italiani dell'epoca muta, iniziò all'Ambrosio Film, dove tra il 1911 e il 1912 firmò la fotografia di titoli di grande rilievo come La nave  e Parsifal.
Nel 1913 passò alla Gloria Film, dove fu assunto come direttore tecnico e capo operatore, e dove costruì anche speciali macchine da presa. Tra i suoi maggiori lavori della casa vi furono Anima perversa (1913), Ma l'amor mio non muore (1913), Iwna, la perla del Gange (1914), Nerone e Agrippina (1914) e La maschera folle (1915).
Passato in seguito all'Excelsa Film e alla Monopol Film di Roma, in quest'ultima casa Scalenghe effettuò le riprese de La menzogna di Augusto Genina, ma morì improvvisamente durante le lavorazioni del film.

## Filmografia
- Santarellina, regia di Mario Caserini (1912)
- La nave, regia di Edoardo Bencivenga - cortometraggio (1912)
- Nelly, la domatrice, regia di Mario Caserini - cortometraggio (1912)
- Parsifal, regia di Mario Caserini (1912)
- I cavalieri di Rodi, regia di Mario Caserini (1912)
- Anima perversa, regia di Alberto Degli Abbati (1913)
- Ma l'amor mio non muore, regia di Mario Caserini (1913)
- Nerone e Agrippina, regia di Mario Caserini (1914)
- L'orrendo blasone, regia di Amleto Palermi (1914)
- Iwna, la perla del Gange, regia di Giuseppe Pinto (1914)
- Il diritto di uccidere, regia di Amleto Palermi (1914)
- La pantomima della morte, regia di Mario Caserini (1915)
- Lungi dal nido, regia di Vittorio Rossi Pianelli - cortometraggio (1915)
- La maschera folle, regia di Leopoldo Carlucci (1915)
- Passano gli Unni..., regia di Mario Caserini (1916)
- Come in quel giorno (Como aquel día), regia di Mario Caserini (1916)
- Dopo la raffica, regia di Ivo Illuminati (1916)
- Fiore di autunno (Flor de otoño), regia di Mario Caserini (1916)
- In mano del destino, regia di Mario Caserini (1916)
- La vita e la morte, regia di Mario Caserini (1917)